# Ngalifourou
Ngalifourou (auch: Galifourou; geb. 1864; gest. 8. Juni 1956) war eine Königin in der Mbé Region, welche heute zur Republik Kongo gehört. Als Herrscherin stand sie den französischen Kolonialbehörden nahe und war die erste Herrscherin in der Region, die einen Vertrag mit den Franzosen schloss. In ihrer Rolle als bedeutende spirituelle Persönlichkeit und als Königin, wurde ihre Beisetzung vom französischen Regime benutzt um try and resist its decline.

## Leben
Ngalifourou wurde 1864 in Ngabé am Fluss Kongo geboren. Sie gehörte zur Ethnie der Téké, einem Bantu-Volk, dessen Gebiet sich auf die Gebiete der heutigen Demokratischen Republik Kongo und der Republik Kongo erstreckt. Ngalifourou wurde im Alter von 15 Jahren mit König Iloo I. (Iloo Makoko) verheiratet. Er war um vieles älter als sie und sie war seine zweite Frau. Nach mündlichen Überlieferungen fand die Heirat 1880 statt. Im Verlauf der Ehe war es Ngalifourou, die die Autorität des Königs erhalten konnte und sie erntete Respekt für ihre Intelligenz, selbst von Pierre Savorgnan de Brazza, einem französischen Kolonial-Offizier. De Brazza kollaborierte mit Iloo und schenkte Ngalifourou einen Säbel als Zeichen seiner Wertschätzung. Noch 1944 besuchte de Brazzas Tochter, Marthe de Brazza, Ngalifourou, die ihr den Säbel zeigte und mit ihr über ihren Vater sprach. Die 'Kollaboration' zwischen de Brazza, Iloo Makoko und Ngalifouroou bestand aus einem Vertrag, welcher 1880 von Iloo Makoko unterzeichnet wurde. Darin überließ er Frankreich einen Teil des Teke-Territoruiums. Das Gebiet begründete Französisch Congo (Congo français).
Mit dem Tod von König Iloo I. 1892 wurde Ngalifourou Herrscherin als Man Ounko (Königinmutter) des Mbé-Königreiches. Die Tradition forderte, dass Ngalifourou erneut heiraten musste. Sie und der neue König lebten nicht zusammen, eine akzeptierte Praxis bei den Téké. Aus dieser Beziehung entstanden auch keine Kinder. Ngalifourou kehrte in ihren Geburtsort zurück.

### Spiritualität
Ngalifourou war auch eine spirituelle Anführerin. Sie wurde mit Nkwe Mbali, einem Schutzgott des Königs assoziiert. Aufgrund ihrer spirituellen Macht kamen viele Menschen zu ihr nach Ngabé, wo sie die Gäste an ihrem königlichen Thron „likouba“ empfing. Ngalifourou wurde auch verschiedentlich von katholischen und protestantischen Missionaren umworben, die sie zur Konversion bewegen wollten, um durch ihren Einfluss selbst Einfluss auf ihre Stammesangehörigen zu bekommen. Ngalifourou blieb ihren spirituellen Praktiken der Téké treu.

### Französische Kolonialherrschaft
Ngalifourou zog sich jedoch nicht aus dem öffentlichen Leben zurück, sondern wurde eine prominente Figur der französischen Kolonialverwaltung. Sie galt als Beispiel eines traditionellen Herrschers, der die Kolonialherrschaft akzeptierte. Sie unterzeichnet den ersten Vertrag zwischen einer traditionellen Herrscherin und den Franzosen und traf mehrmals auf Charles de Gaulle, unter anderem im März 1944, als ihr die Medaille der Ehrenlegion (Légion d’honneur) verliehen wurde. Um die Beziehung mit den Franzosen zu festigen, ermutigte sie Kämpfer der Teké, sich sowohl im Ersten Weltkrieg als auch im Zweiten Weltkrieg dem französischen Militär anzuschließen. Einige Teké bezeichneten sie daher als „Ngalifourou, die Frau der Weißen“ („Ngalifourou, the woman of the whites“). In den späten 1940ern und Anfang der 1950er schwand ihr Einfluss, da politische Parteien nach der Unabhängigkeit strebten.
Ngalifourou starb am 8. Juni 1956. Ihre Beisetzung wurde eine Machtdemonstration der französischen Behörden, womit sie ihre Machtstellung erprobten und sichern wollten. Es wurde ein großes Staatsbegräbnis für die ehemalige Königin ausgerichtet, zu dem neben lokalen kolonialen Würdenträgern auch Repräsentanten anderer französischer Kolonien, des Vatikans und von Belgisch-Kongo. Journalisten waren eingeladen worden, in den Distrikt Ngabé zu kommen, um über die letzten Tage der Königin zu berichten sowie über ihre Beisetzung.

## Ehrungen
- Légion d’honneur (1944).[4]
- Order of the Star of the Comoros Island of Anjouan.[2]
- Medaille des Overseas Service von Benin.[2]

## Vermächtnis
Die Rolle der Königin Mutter ist bei den Téké noch immer sehr angesehen und die jeweilige Person in dieser Rolle trägt den Ehrennamen Ngalifourou aus Respekt für die große Ahne. Ngalifourou wird von der UNESCO auch als eine der wichtigsten Frauen in der afrikanischen Geschichte gelistet.
Ngalifourou wird auch in dem Gedicht Le pardon de l’adieu von Tchicaya U Tam’Si besungen.